# La Chapelle-Vicomtesse
La Chapelle-Vicomtesse é uma comuna francesa na região administrativa do Centro, no departamento Loir-et-Cher. Estende-se por uma área de 14,5 km². Em 2010 a comuna tinha 167 habitantes (densidade: 11,5 hab./km²).